# Albert Hammond, Jr.
Albert Hammond Jr, född Albert Louis Hammond III 9 april 1980 i Los Angeles, är en amerikansk musiker, känd som gitarrist i rockbandet The Strokes. Han arbetar även som soloartist och gav 2006 ut sitt första album Yours to Keep. Uppföljaren ¿Cómo Te Llama? gavs ut 2008. Hammond var förband för Coldplay när de hade en konsert i Globen 17. och 18. september 2008.
Albert Hammond Jr är son till låtskrivaren och skivartisten Albert Hammond.
I mars 2018 släppte han sitt fjärde soloalbum Francis Trouble via Red Bull Records.

## Diskografi
Album
- 2006 – Yours to Keep
- 2008 – ¿Cómo Te Llama?
- 2015 – Momentary Masters
- 2018 – Francis Trouble

EP
- 2006 – Back to the 101
- 2013 – AHJ

Singlar
- 2006 – "Everyone Gets a Star"
- 2006 – "Back to the 101"
- 2007 – "In Transit"
- 2008 – "GFC"
- 2013 – "St. Justice"
- 2013 – "Carnal Cruise"
- 2014 – "Strange Tidings"
- 2015 – "Born Slippy"
- 2015 – "Losing Touch"
- 2018 – "Muted Beatings"
- 2018 – "Far Away Truths"
- 2018 – "Set To Attack"
- 2020 – "Another Hit of Showmanship" (med The Struts)